# 大久保政雄
大久保 政雄（おおくぼ まさお）は日本のアニメーター、アニメーション演出家。グループZEN所属。同社に所属する松本勝次や野田康行や川島尚と共に仕事をすることが多いほか、森脇真琴監督作への参加も多い。

## 人物
作画の特徴としては金田伊功系のエフェクトを使用する事が多いことが挙げられる。
また、オープニング・エンディング映像の演出としての作品への参加が多く、『プリパラ』では放送開始から現在に至るまで大半のオープニング・エンディング映像を担当している。
近年はグループZENを離れている石踊宏に代わり、演出業を行うことが多い。『おねがいマイメロディ 友&愛』（2012年）で初監督。

## 主な作品

### テレビアニメ
1991年
- ハイスクールミステリー学園七不思議（1991年 - 1992年、原画）

1992年
- まぼろしまぼちゃん（原画）

1993年
- ジャングルの王者ターちゃん（1993年 - 1994年、原画）

1994年
- キャプテン翼J（原画）

1996年
- 神秘の世界エルハザード（OP2原画）
- 水色時代（原画）
- バケツでごはん（原画）
- 勇者指令ダグオン（1996年 - 1997年、原画）

1997年
- ケロケロちゃいむ（原画）

1998年
- Night Walker -真夜中の探偵-（原画）

2002年
- 朝霧の巫女（原画）

2003年
- 真・女神転生Dチルドレン ライト&ダーク（絵コンテ・原画）

2004年
- クロノクルセイド（原画）
- 鉄人28号（原画）
- スクールランブル（2004年 - 2005年、原画）

2005年
- ピーチガール（OP原画）
- おねがいマイメロディ（2005年 - 2006年、絵コンテ・演出・原画）
- ぱにぽにだっしゅ!（原画）

2006年
- ワンワンセレプー それゆけ!徹之進（OP作画）
- スクールランブル 二学期（絵コンテ・演出・原画）
- おねがいマイメロディ 〜くるくるシャッフル!〜（2006年 - 2007年、絵コンテ・演出・原画）
- 妖怪人間ベム（OP原画）
- 人造昆虫カブトボーグ V×V（2006年 - 2007年、絵コンテ・OP原画）

2007年
- おねがいマイメロディ すっきり♪（2007年 - 2008年、絵コンテ・演出・原画）
- トランスフォーマー アニメイテッド（絵コンテ）

2008年
- おねがい♪マイメロディ きららっ★（2008年 - 2009年、絵コンテ・演出・原画）
- 乃木坂春香の秘密（絵コンテ）
- まかでみ・WAっしょい!（OPコンテ・演出・原画・EDコンテ・作画協力）
- ロザリオとバンパイア CAPU2（絵コンテ・演出・原画）
- カオス;ヘッド -CHAOS;HEAD-（原画）
- ヤッターマン（第2作）（絵コンテ・演出）

2009年
- 鋼の錬金術師 FULLMETAL ALCHEMIST（絵コンテ・演出・原画）
- 戦場のヴァルキュリア（絵コンテ・演出）
- ジュエルペット（原画）
- NEEDLESS（原画）
- 宙のまにまに（OP原画）
- FAIRY TAIL（ED原画）

2010年
- おまもりひまり（原画・OP原画）
- COBRA THE ANIMATION（絵コンテ）
- ちゅーぶら!!（原画）
- ジュエルペット てぃんくる☆（2010年 - 2011年、OP原画・原画）
- WORKING!!（原画）
- みつどもえ（絵コンテ・演出・原画）
- 会長はメイド様!（絵コンテ）
- 探偵オペラ ミルキィホームズ（絵コンテ・原画・OP&ED絵コンテ・演出）
- 薄桜鬼 碧血録（原画）

2011年
- べるぜバブ（OP原画）
- みつどもえ 増量中!（絵コンテ・演出・OP原画）
- Dororonえん魔くん メ〜ラめら（原画）
- ジュエルペット サンシャイン（絵コンテ・原画・OP絵コンテ・演出・原画）
- うたの☆プリンスさまっ♪ マジLOVE1000%（原画）
- 猫神やおよろず（ED絵コンテ・演出・原画）
- いつか天魔の黒ウサギ（OP原画）
- ゆるゆり（原画）

2012年
- 探偵オペラ ミルキィホームズ 第2幕（絵コンテ・演出・原画・ED絵コンテ・演出・OP&ED原画）
- ゼロの使い魔F（絵コンテ）
- あっちこっち（絵コンテ）
- ジュエルペット きら☆デコッ!（絵コンテ・原画・OP&ED絵コンテ・演出・OP原画）
- 黒子のバスケ（原画）
- アクセル・ワールド（原画）
- DOG DAYS'（原画）
- はぐれ勇者の鬼畜美学（原画）
- 超速変形ジャイロゼッター（演出・原画・OP絵コンテ・演出・原画）
- 聖闘士星矢Ω（演出・原画）

2013年
- まおゆう魔王勇者（絵コンテ）
- ジュエルペット ハッピネス（絵コンテ・演出・原画・OP絵コンテ・演出・原画・ED原画）

2014年
- となりの関くん（絵コンテ）
- ヒーローバンク（絵コンテ・演出）
- プリパラ（絵コンテ・OP&ED絵コンテ・演出）
- さばげぶっ!（絵コンテ）

2015年
- 美男高校地球防衛部LOVE!（絵コンテ・演出）
- 遊☆戯☆王ARC-V（原画）
- 境界のRINNE（原画）
- 空戦魔導士候補生の教官（アクション監修）

2016年
- 美男高校地球防衛部LOVE!LOVE!（絵コンテ・メインテーマアニメーション絵コンテ・演出・原画）
- 斉木楠雄のΨ難（OP絵コンテ・演出）
- アイドルタイムプリパラ（OP&ED絵コンテ・演出）
- タイムボカン 逆襲の三悪人（OP原画）

2018年
- 美男高校地球防衛部HAPPY KISS!（絵コンテ）
- 妖怪ウォッチ シャドウサイド（原画）

2019年
- ワンパンマン（絵コンテ）
- KING OF PRISM -Shiny Seven Stars-（絵コンテ）
- 魔入りました!入間くん（絵コンテ）

2023年
- ビックリメン（メカニックアニメーター）

2024年
- 異世界スーサイド・スクワッド（絵コンテ）

2025年
- ぐらんぶる Season 2（絵コンテ）

### 劇場アニメ
- ルパン三世 バビロンの黄金伝説（1985年、動画）
- 劇場版 ヤッターマン 新ヤッターメカ大集合! オモチャの国で大決戦だコロン!（2009年、原画）
- 超劇場版ケロロ軍曹 誕生!究極ケロロ 奇跡の時空島であります!!（2010年、演出・原画）
- 劇場版 マクロスF 恋離飛翼 〜サヨナラノツバサ〜（2011年）デザインワークス
- 劇場版イナズマイレブンGO 究極の絆 グリフォン（2011年、原画）
- おねがいマイメロディ 友&愛（2012年、監督、絵コンテ・演出）
- 青の祓魔師 ―劇場版―（2012年、原画）
- 探偵オペラ 逆襲のミルキィホームズ 劇場版（2016年、絵コンテ・演出・アクション作画監督・原画）
- 劇場版プリパラ み〜んなでかがやけ!キラリン☆スターライブ!（2017年、監督）
- 名探偵コナン ゼロの執行人（2018年、原画）
- 映画 妖怪ウォッチ FOREVER FRIENDS（2018年、原画）
- デジモンアドベンチャー02 THE BEGINNING（2023年、原画）

### OVA
- マスターモスキートン（1996年、原画）
- KEY THE METAL IDOL（1997年、原画）
- スクールランブル 一学期補習（2005年、原画）
- 史上最強の弟子ケンイチ（2012年、原画）

### Webアニメ
- 終末のワルキューレ（2021年、監督・絵コンテ）

### その他
- 和田光司「Butter-Fly」デジモンアドベンチャー 25周年記念スペシャルPV（2024年、演出・原画）